# 死罪 (江戸時代)

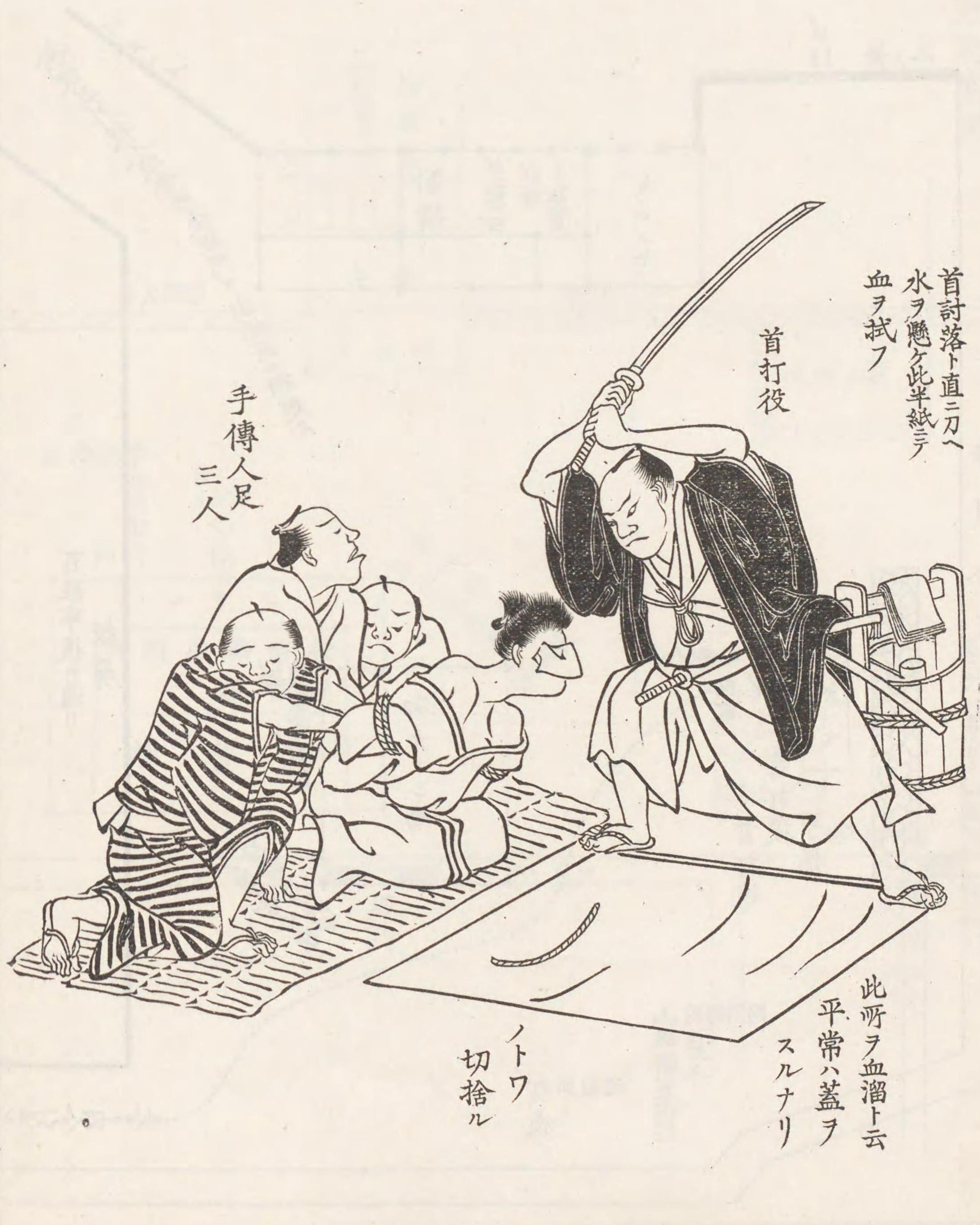
死罪の執行（『古事類苑』）。

死罪（しざい）とは、江戸時代に庶民に科されていた6種類ある死刑のうちの一つ。斬首刑の一種で、処刑後死骸を試し斬りにする刑罰である。付加刑として財産が没収され、死体の埋葬や弔いも許されなかった。罪状が重い場合は引廻しが付加されることもあった。

## 概要
公事方御定書の規定では追落、土蔵を破る盗賊、人妻との密通、十両以上の窃盗などの犯罪に対する刑罰となっている。それに対し、戸が開いている家への空き巣やスリは、被害者にも落ち度があることを理由に、敲・入れ墨という軽い刑となった。ただし、累犯で入れ墨刑を複数回受けた場合、3度目の犯行で死罪となった。十両以上の窃盗で死罪は当時から重すぎるととみなされたためか、特に犯人が奉公人などの顔見知りだった場合、被害額を9両3分などと過少に届け出て、死罪を免れさせることが珍しくなかった。
重追放（田畑・家屋敷・家財没収の上、武蔵、山城等の十五か国及び東海道筋、木曽路筋への立ち入り禁止）以上の重い刑罰は町奉行だけで出すことはできず、老中に上申し、採決を待たねばならず更には将軍の最終決裁を経なければ確定はできない。
もとは小塚原・鈴ヶ森の刑場で処刑を行ったが、のちに伝馬町牢屋敷の中で処刑を行うようになった。受刑者は半紙の目隠しをして、非人3人によって血溜り穴という地面に空けられた穴の前に連行されて斬首された。首を刎ねるのは町同心の役目で刀研ぎ代として金2分を与えられる習わしだったが、試し切りを本来の役目とする山田浅右衛門が頼まれて行うこともあった。死骸は葬ることが禁じられていたので、俵に入れて本所回向院へ運んで埋めた。
妊娠している女性を死罪に処する場合は、出産後に処刑することとなっていた。
同じく江戸幕府法における打ち首による処刑としては、獄門・下手人・斬罪が存在するが、獄門は処刑後晒し首にする、死罪よりも重い刑にあたる。斬罪は庶民ではなく武士に科される刑で、下手人・斬罪では死骸を試し切りに用いることもなかった。
また、斬首刑自体は1882年（明治15年）1月1日に施行された旧・刑法により廃止されるまで残る。
斬首が最後に行われたのは、少なくとも当時の法に適法であった状態で山田浅右衛門による執行の場合は、1881年（明治14年）7月27日に市ヶ谷監獄にて強盗目的で一家4人を殺害した岩尾竹次郎、川口国蔵の2人の死刑執行である。また、府県史料で確認できる限り、日本法制史上最後の斬首刑(少なくとも当時の法に適法である)の判決が下されたのは、鳥取県でこの年の12月30日に下された徳田徹夫（罪状：徳田を含む6人組により1880年（明治13年）12月21日から翌年1月21日の約1か月の間に4件の侵入強盗を起こし、4件目の侵入強盗の際、家主の母を殺害）である。更に、判決では除族（士族の身分を剥奪すること）も付加されている。
そして、事実であるか定かではないが、旧・刑法施行後の1886年（明治19年）12月に「青森の亭主殺し」事件の加害者である小山内スミと小野長之助の公開斬首刑が青森県弘前市の青森監獄前で行われたのが最後という説があり、事実であればこの死刑執行は事実上の斬首刑の最後であると共に、官憲による日本国内における一般刑法犯に対する最後の非合法（当時の旧・刑法では、非公開絞首刑のみ）の死刑執行かつ公開処刑となる。

## 死罪による死刑執行数
少なくとも記録のある江戸時代後期以降の天領に関しては、死罪は6種類ある死刑のうち最も多く執行されている。期間と場所が限定されるが、1862年(文久2年)～1865年(慶応元年)にかけて江戸で15歳以上の男性庶民（武士・公家・僧侶神職・被差別部落民を除く）が執行された死刑（427件）の内、約3分の2（285件）が死罪であった。更に、この死罪で執行された者の内、約6人に1人が市中引き回しが付加されている。そして、1781年(天明2年)～1785年(天明6年)にかけて、大坂町奉行によって執行された死刑（230件）の内、江戸と同じく約3分の2（150件）が死罪であった。更に、この死罪で執行された者の内、約8人に1人が市中引き回しが付加されている。